# Código de área 207

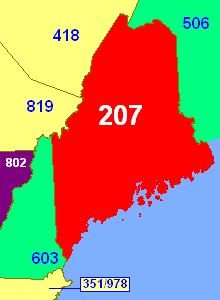
Mapa del código de área de Maine en rojo (con indicación de los estados limítrofes)

207 es el código de área estadounidense para todo el estado de Maine. Es el único código de área de Maine, a excepción de cuatro residentes atendidos por Quebec, con el código 418, en el pueblo fronterizo de Estcourt Station.
El código de área 207 fue creado como uno de los códigos de área originales de 1947 y conserva sus límites originales.